# Rudor
Rudor, Carassius, är ett släkte fiskar i karparnas familj och ordningen karpartade fiskar (Cypriniformes) som finns representerat över stora delar av Eurasien. Hit hör bland andra arterna guldfisk (C. auratus) och ruda (C. carassius).
Rudorna skiljer sig från de närbesläktade karparna främst genom att de inte har några skäggtömmar, samt att svalgtänderna står i en enkel rad, fyra på varje sida. 